# Toyota Racing
Toyota Racing fue un equipo de automovilismo con el cual la multinacional japonesa Toyota participó en Fórmula 1 desde 2002 hasta 2009. La base del equipo estaba en las instalaciones del Toyota Team Europe (TTE) en Colonia (Colonia), Alemania.

## Historia
En diciembre de 2001 se presentó el proyecto de la casa japonesa con Mika Salo y Allan McNish como pilotos titulares. En su temporada de debut (2002) lograron obtener dos puntos.
En 2004, el renombrado diseñador Mike Gascoyne fue contratado por el equipo. Toyota finalizó la temporada 2004 de Fórmula 1 con Jarno Trulli y Ricardo Zonta como pilotos titulares. El brasileño Cristiano da Matta fue despojado de la butaca titular que ocupaba al iniciar la temporada, debido a que no estuvo a la altura de las expectativas.

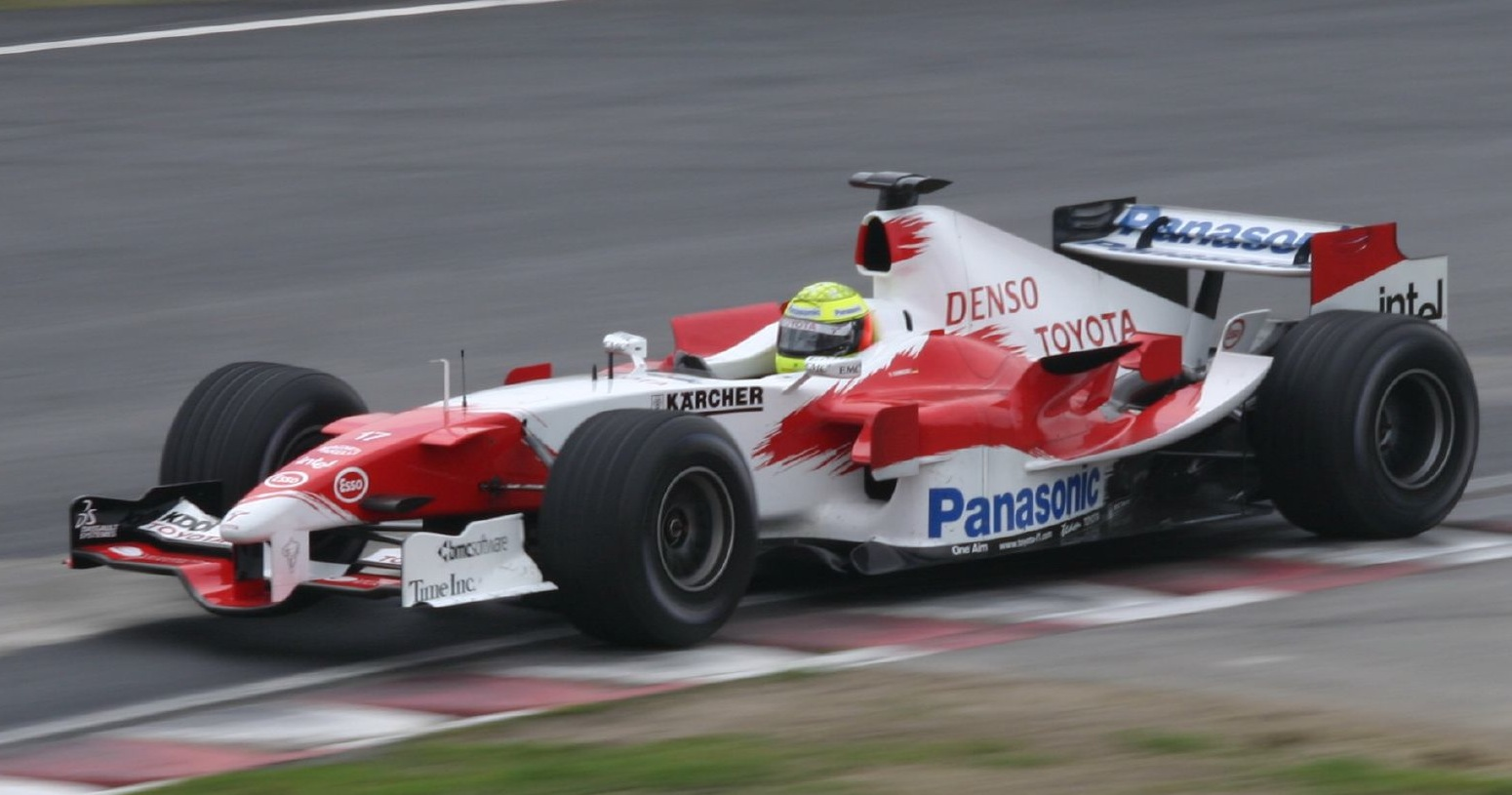
Ralf Schumacher corriendo para Toyota en 2005.

Para la temporada 2005, el equipo presentó una alineación compuesta por Ralf Schumacher y Jarno Trulli. En esta temporada el equipo empezó mostrando un gran rendimiento, con 3 podios en las 5 primeras carreras; y al final obtuvo 88 puntos, 5 podios y 2 pole positions, ocupando el 4.º lugar de la clasificación de constructores a la conclusión del campeonato. Fue claramente su mejor temporada, aunque hubieran podido finalizar en 3.º puesto entre las escuderías en caso de haber competido en el Gran Premio de los Estados Unidos, donde Jarno Trulli había conseguido la primera pole position para Toyota y en el cual Ferrari consiguió 18 puntos que fueron determinantes para finalmente superar a Toyota por 12 unidades.
Después de tres años con la marca francesa de neumáticos Michelin y la mejor posición del equipo en el año 2005, el equipo decide usar para las siguientes temporadas los neumáticos de la empresa japonesa Bridgestone.
En 2006, Mike Gascoyne fue despedido, y el equipo pasó a tener unos resultados discretos. Al finalizar una decepcionante temporada 2007, la escudería japonesa decidió finalizar el contrato con el piloto alemán Ralf Schumacher tras 3 años de servicio. Así, Jarno Trulli se convirtió en el primer piloto para 2008, y Timo Glock ocupará el segundo asiento del equipo, tras haber sido su contrato autorizado. En la temporada 2008, Toyota mejoró notablemente y se sitúa quinto en el campeonato de constructores, con dos podios en su casillero.
En 2009, el Toyota mejora aún más y se coloca como el tercer mejor coche al comienzo. Parecía que la escudería podía luchar por el mundial, pero al final las cosas no salen como se esperaban y terminan en quinto lugar en el Campeonato de Constructores.
El 4 de noviembre de 2009, Toyota Racing emitió un comunicado que confirmaba su retirada de la Fórmula 1. La crisis económica y la falta de victorias fueron los motivos principales que se destacaron en la prensa.

## Monoplazas
|                     |
| Toyota TF102 (2002) |

|                     |
| Toyota TF103 (2003) |

|                     |
| Toyota TF104 (2004) |

|                     |
| Toyota TF105 (2005) |

|                     |
| Toyota TF106 (2006) |

|                     |
| Toyota TF107 (2007) |

|                     |
| Toyota TF108 (2008) |

|                     |
| Toyota TF109 (2009) |

## Resultados
(Clave) (negrita indica pole position) (cursiva indica vuelta rápida)

| Año     | Chasis       | Motor      | Neu. | N.º | Pilotos            | 1   | 2   | 3   | 4   | 5   | 6   | 7   | 8   | 9   | 10  | 11  | 12  | 13  | 14  | 15  | 16  | 17  | 18  | 19  | Puntos | Pos. |
| ------- | ------------ | ---------- | ---- | --- | ------------------ | --- | --- | --- | --- | --- | --- | --- | --- | --- | --- | --- | --- | --- | --- | --- | --- | --- | --- | --- | ------ | ---- |
| 2002    | TF102        | RVX-02 V10 | M    |     |                    | AUS | MYS | BRA | SMR | ESP | AUT | MON | CAN | EUR | GBR | FRA | GER | HUN | BEL | ITA | USA | JPN |     |     | 2      | 10.º |
| 2002    | TF102        | RVX-02 V10 | M    | 24  | Mika Salo          | 6   | 12  | 6   | Ret | 9   | 8   | Ret | Ret | Ret | Ret | Ret | 9   | 15  | 7   | 11  | 14  | 8   |     |     | 2      | 10.º |
| 2002    | TF102        | RVX-02 V10 | M    | 25  | Allan McNish       | Ret | 7   | Ret | Ret | 8   | 9   | Ret | Ret | 14  | Ret | 11  | Ret | 14  | 9   | Ret | 15  | INJ |     |     | 2      | 10.º |
| 2003    | TF103        | RVX-03 V10 | M    |     |                    | AUS | MYS | BRA | SMR | ESP | AUT | MON | CAN | EUR | FRA | GBR | GER | HUN | ITA | USA | JPN |     |     |     | 16     | 8.º  |
| 2003    | TF103        | RVX-03 V10 | M    | 20  | Olivier Panis      | Ret | Ret | Ret | 9   | Ret | Ret | 13  | 8   | Ret | 8   | 11  | 5   | Ret | Ret | Ret | 10  |     |     |     | 16     | 8.º  |
| 2003    | TF103        | RVX-03 V10 | M    | 21  | Cristiano da Matta | Ret | 11  | 10  | 12  | 6   | 10  | 9   | 11  | Ret | 11  | 7   | 6   | 11  | Ret | 9   | 7   |     |     |     | 16     | 8.º  |
| 2004    | TF104 TF104B | RVX-04 V10 | M    |     |                    | AUS | MYS | BHR | SMR | ESP | MON | EUR | CAN | USA | FRA | GBR | GER | HUN | BEL | ITA | CHN | JPN | BRA |     | 9      | 8.º  |
| 2004    | TF104 TF104B | RVX-04 V10 | M    | 16  | Cristiano da Matta | 12  | 9   | 10  | Ret | 13  | 6   | Ret | DSQ | Ret | 14  | 13  | Ret |     |     |     |     |     |     |     | 9      | 8.º  |
| 2004    | TF104 TF104B | RVX-04 V10 | M    | 16  | Jarno Trulli       |     |     |     |     |     |     |     |     |     |     |     |     |     |     |     |     | 11  | 12  |     | 9      | 8.º  |
| 2004    | TF104 TF104B | RVX-04 V10 | M    | 16  | Ricardo Zonta      |     |     |     |     |     |     |     |     |     |     |     |     | Ret | 10  | 11  | Ret |     |     |     | 9      | 8.º  |
| 2004    | TF104 TF104B | RVX-04 V10 | M    | 17  | Ricardo Zonta      |     |     |     |     |     |     |     |     |     |     |     |     |     |     |     |     |     | 13  |     | 9      | 8.º  |
| 2004    | TF104 TF104B | RVX-04 V10 | M    | 17  | Olivier Panis      | 13  | 12  | 9   | 11  | Ret | 8   | 11  | DSQ | 5   | 15  | Ret | 14  | 11  | 8   | Ret | 14  | 14  |     |     | 9      | 8.º  |
| 2005    | TF105 TF105B | RVX-05 V10 | M    |     |                    | AUS | MYS | BHR | SMR | ESP | MON | EUR | CAN | USA | FRA | GBR | GER | HUN | TUR | ITA | BEL | BRA | JPN | CHN | 88     | 4.º  |
| 2005    | TF105 TF105B | RVX-05 V10 | M    | 16  | Jarno Trulli       | 9   | 2   | 2   | 5   | 3   | 10  | 8   | Ret | DNS | 5   | 9   | 14  | 4   | 6   | 5   | Ret | 13  | Ret | 15  | 88     | 4.º  |
| 2005    | TF105 TF105B | RVX-05 V10 | M    | 17  | Ralf Schumacher    | 12  | 5   | 4   | 9   | 4   | 6   | Ret | 6   |     | 7   | 8   | 6   | 3   | 12  | 6   | 7   | 8   | 8   | 3   | 88     | 4.º  |
| 2005    | TF105 TF105B | RVX-05 V10 | M    | 17  | Ricardo Zonta      |     |     |     |     |     |     |     |     | DNS |     |     |     |     |     |     |     |     |     |     | 88     | 4.º  |
| 2006    | TF106 TF106B | RVX-06 V8  | B    |     |                    | BHR | MYS | AUS | SMR | EUR | ESP | MON | GBR | CAN | USA | FRA | GER | HUN | TUR | ITA | CHN | JPN | BRA |     | 35     | 6.º  |
| 2006    | TF106 TF106B | RVX-06 V8  | B    | 7   | Ralf Schumacher    | 14  | 8   | 3   | 9   | Ret | Ret | 8   | Ret | Ret | Ret | 4   | 9   | 6   | 7   | 15  | Ret | 7   | Ret |     | 35     | 6.º  |
| 2006    | TF106 TF106B | RVX-06 V8  | B    | 8   | Jarno Trulli       | 16  | 9   | Ret | Ret | 9   | 10  | 17  | 11  | 6   | 4   | Ret | 7   | 12  | 9   | 7   | Ret | 6   | Ret |     | 35     | 6.º  |
| 2007    | TF107        | RVX-07 V8  | B    |     |                    | AUS | MYS | BHR | ESP | MON | CAN | USA | FRA | GBR | EUR | HUN | TUR | ITA | BEL | JPN | CHN | BRA |     |     | 13     | 6.º  |
| 2007    | TF107        | RVX-07 V8  | B    | 11  | Ralf Schumacher    | 8   | 15  | 12  | Ret | 16  | 8   | Ret | 10  | Ret | Ret | 6   | 12  | 15  | 10  | Ret | Ret | 11  |     |     | 13     | 6.º  |
| 2007    | TF107        | RVX-07 V8  | B    | 12  | Jarno Trulli       | 9   | 7   | 7   | Ret | 15  | Ret | 6   | Ret | Ret | 13  | 10  | 16  | 11  | 11  | 13  | 13  | 8   |     |     | 13     | 6.º  |
| 2008    | TF108        | RVX-08 V8  | B    |     |                    | AUS | MYS | BHR | ESP | TUR | MON | CAN | FRA | GBR | GER | HUN | EUR | BEL | ITA | SIN | JPN | CHN | BRA |     | 56     | 5.º  |
| 2008    | TF108        | RVX-08 V8  | B    | 11  | Jarno Trulli       | Ret | 4   | 6   | 8   | 10  | 13  | 6   | 3   | 7   | 9   | 7   | 5   | 16  | 13  | Ret | 5   | Ret | 8   |     | 56     | 5.º  |
| 2008    | TF108        | RVX-08 V8  | B    | 12  | Timo Glock         | Ret | Ret | 9   | 11  | 13  | 12  | 4   | 11  | 12  | Ret | 2   | 7   | 9   | 11  | 4   | Ret | 7   | 6   |     | 56     | 5.º  |
| 2009    | TF109        | RVX-09 V8  | B    |     |                    | AUS | MYS | CHN | BHR | ESP | MON | TUR | GBR | GER | HUN | EUR | BEL | ITA | SIN | JPN | BRA | ABU |     |     | 59,5   | 5.º  |
| 2009    | TF109        | RVX-09 V8  | B    | 9   | Jarno Trulli       | 3   | 4   | Ret | 3   | Ret | 13  | 4   | 7   | 17  | 8   | 13  | Ret | 14  | 12  | 2   | Ret | 7   |     |     | 59,5   | 5.º  |
| 2009    | TF109        | RVX-09 V8  | B    | 10  | Timo Glock         | 4   | 3   | 7   | 7   | 10  | 10  | 8   | 9   | 9   | 6   | 14  | 10  | 11  | 2   | DNS |     |     |     |     | 59,5   | 5.º  |
| 2009    | TF109        | RVX-09 V8  | B    | 10  | Kamui Kobayashi    |     |     |     |     |     |     |     |     |     |     |     |     |     |     |     | 9   | 6   |     |     | 59,5   | 5.º  |
| Fuente: |              |            |      |     |                    |     |     |     |     |     |     |     |     |     |     |     |     |     |     |     |     |     |     |     |        |      |

### Pilotos
| Pilotos            | Carreras | Victorias | Poles | VR | Podios | Puntos | Títulos |
| ------------------ | -------- | --------- | ----- | -- | ------ | ------ | ------- |
| Jarno Trulli       | 90       | 0         | 2     | 1  | 7      | 129.5  | 0       |
| Ralf Schumacher    | 53       | 0         | 1     | 1  | 3      | 70     | 0       |
| Olivier Panis      | 33       | 0         | 0     | 0  | 0      | 12     | 0       |
| Timo Glock         | 32       | 0         | 0     | 1  | 3      | 49     | 0       |
| Cristiano da Matta | 28       | 0         | 0     | 0  | 0      | 13     | 0       |
| Mika Salo          | 17       | 0         | 0     | 0  | 0      | 2      | 0       |
| Allan McNish       | 16       | 0         | 0     | 0  | 0      | 0      | 0       |
| Ricardo Zonta      | 5        | 0         | 0     | 0  | 0      | 0      | 0       |
| Kamui Kobayashi    | 2        | 0         | 0     | 0  | 0      | 3      | 0       |
| Fuente:            |          |           |       |    |        |        |         |